# Kettnerita
La kettnerita es un mineral, oxicarbonato de calcio y bismuto, con flúor, que fue descubierto en el pozo Barbora, en Knöttel, Krupka, en el noroeste de Bohemia,  República Checa. Su nombre es un homenaje a Radim Kettner (1891-1968), que fue profesor de Geología de la Universidad Carolina de Praga, en la República Checa.

## Propiedades físicas y químicas
La kettnerita aparece habitualmente comno esferillas formadas por cristales laminares extremadamente pequeños, de color amarillo más o menos intenso, a veces crema o casi blanco. Su difracción de rayos X simula una estructura tetragonal, debido a la existencia de un plano de macla por reflexión según {001}, aunque realmente cristaliza en el sistema rómbico.

## Yacimientos
La ketnnerita es un mineral poco frecuente, conociéndose su presencia en unos 50 yacimientos a lo largo del mundo, generalmente asociada a otros minerales de bismuto, especialmente bismutinita. Además de en la localidad tipo, ya mencionada, se encuentran ejemplares especialmente intereesantes en la mina Clara,  en Oberwolfach,  Freiburg,  Baden-Württemberg (Alemania). En España se ha encontrado en la mina Cogolla Alta, en Belalcázar (Córdoba), en cavidades en cuarzo, como esférulas, o agregados en forma de rosa formados por la asociación en forma divergente de microcristales.